# Municipio de Mount Olive (Arkansas)
El municipio de Mount Olive (en inglés: Mount Olive Township) es un municipio ubicado en el condado de Izard en el estado estadounidense de Arkansas. En el año 2010 tenía una población de 75 habitantes y una densidad poblacional de 2,79 personas por km².

## Geografía
El municipio de Mount Olive se encuentra ubicado en las coordenadas 35°59′57″N 92°3′55″O / 35.99917, -92.06528. Según la Oficina del Censo de los Estados Unidos, el municipio tiene una superficie total de 26.92 km², de la cual 26,65 km² corresponden a tierra firme y (1 %) 0.27 km² es agua.

## Demografía
Según el censo de 2010, había 75 personas residiendo en el municipio de Mount Olive. La densidad de población era de 2,79 hab./km². De los 75 habitantes, el municipio de Mount Olive estaba compuesto por el 100 % blancos. Del total de la población el 0 % eran hispanos o latinos de cualquier raza.